# Eisenbahnunfall von Tengchatang
Der Eisenbahnunfall von Tengchatang war ein Rangierunfall in der chinesischen Provinz Hunan am 22. Oktober 1936. Dabei starben 60 Menschen.

## Ausgangslage
Auf der Bahnstrecke von Guangzhou nach Hangzhou war ein Militärtransport unterwegs, der Soldaten der Republik China ins Landesinnere beförderte, die im Süden Chinas einen Aufstand bekämpft hatten. Die Wagen des Zuges waren sehr stark besetzt. Der Zug war mit 24 Wagen auch extrem lang und wurde von zwei Dampflokomotiven gezogen. Um eine schwierige Steigung besser nehmen zu können, wurde der Zug in zwei Teile getrennt. Der hintere Zugteil sollte am Fuß der Steigung so lange warten, bis der vordere Teil sie überwunden hatte. Die erste Lokomotive ging die Steigung mit zwölf Wagen an, was sie aber nicht schaffte. Daraufhin kuppelte das Zugpersonal vier Wagen ab und ließ sie auf der Strecke stehen, um sie mit einer zweiten Fahrt zu holen und über die verbleibende Steigung zu ziehen.

## Unfallhergang
Ein Offizier zwang den Lokomotivführer, der den hinteren Zugteil am Haken hatte, in die Strecke einzufahren, ehe die Meldung erfolgt war, dass der vordere Zugteil die Strecke geräumt hatte. Die vier in der Steigung abgestellten Wagen begannen bergab zu rollen und kollidierten mit dem ihnen entgegen kommenden hinteren Zugteil.

## Folgen
60 Menschen starben, 100 weitere wurden verletzt.